# Darbėnai
Darbėnai is een plaats in de gemeente Kretinga in het Litouwse district Klaipėda. De plaats telt 1598 inwoners (2001).